# بيورن بولسين
بيورن بولسين (بالدنماركية: Bjørn Paulsen)‏ (2 يوليو 1991 في الدنمارك - ) هو مدرب كرة قدم ولاعب كرة قدم دانمركي في مركز الدفاع. لعب مع نادي إيسبيرغ ونادي سوندرييسكه.

## وصلات خارجية
- بيورن بولسين على موقع قاعدة بيانات كرة القدم.إي يو (الإنجليزية)
- بيورن بولسين على موقع Soccerway.com (الإنجليزية)
- بيورن بولسين على موقع عالم كرة القدم.نت (الإنجليزية)